# Апеп
Апе́п або Апо́п — злий демон в релігії стародавнього Єгипту, втілення хаосу, одвічний ворог бога сонця Ра. У віруваннях єгиптян Нового царства Апеп щоночі намагається здолати Ра, але той щоразу перемагає, завдяки чому настає новий день.

## Апеп у міфах
Змій Апеп живе у водах підземного океану Нун, або в підземній частині Небесного Нілу. Щоночі бог Ра на Заході спускається на своїй барці під землю, де Апеп намагається завадити йому почати новий день. Для цього він випиває воду аби корабель застряг у мулі. Але Ра завжди перемагає, набувши подоби кота. Він розрубує Апепа на частини, спалює та скидає до безодні, після чого сходить над землею на Сході. Та змій відновлюється, щоб погнатися за баркою і вступити у бій наступної ночі. Коли Апепу вдається наздогнати Ра вдень і обвити своїм тілом барку, настають бурі. Коли він проковтує барку, настає сонячне затемнення. Однак, бог Сонця завжди долає ворога.

## Культ Апепа
Боротьбі Ра з Апепом єгиптяни присвячували гімни, де докладно описували цю битву. Так, «Книга подолання Апепа» описувала численні таємні імена змія, знаючи які його можна здолати, і гімни богу Сонця. У гімнах оспівувався кожен етап битви: Ра плює на Апепа; наступає на нього лівою ногою; пронизує списом; зв'язує; розсікає на частини розжареним ножем, відділяючи голову, хвіст та кожну кістку; спалює змія. Вважалося, що співання цих гімнів полегшує Ра його боротьбу. При цьому виготовлялися фігури зміїв з воску, які під час читання гімнів розплавляли, символізуючи смерть і відродження Апепа.
Також вважалося, що Апеп може згубити душі померлих, які мешкають у підземному світі Дуат. Тому в похованнях знаходять записи заклинань, покликаних відлякати змія.

## Апеп у сучасності
- Давньогрецьким ім'ям Апепа названо астероїд Апофіс 99942, небезпека зіткнення якого з Землею за шкалою Торіно має найбільше значення — 4. 2029 року астероїд пролетить поблизу Землі, на відстані близько 40 тис. км, що дорівнює відстані до штучних супутників Землі.